# Cotinga capnegra
La cotinga capnegra (Carpornis melanocephala) és un ocell de la família dels cotíngids (Cotingidae).

## Hàbitat i distribució
Habita els boscos de la costa sud-oriental del Brasil.